# Akito Arima
Akito Arima (有馬 朗人, Arima Akito, Osaka, 13. rujna 1930. – Tokio, 7. prosinca 2020.)  bio je japasni nuklearni fizičar jedan od utemeljitelja interaktivnog bozonskog modela.

## Osobni život
Arima je rođen u Osaki 1930. godine, a ttudirao je na Sveučilištu u Tokiju, gdje je doktorirao 1958. godine. Za znanstvenog suradnika na Institutu za nuklearne studije u Tokiju izabran je 1956. godine.

## Karijera
Arima je postala predavačem 1960., a izvanrednim profesorom na Odjelu za fiziku 1964. na Sveučilištu u Tokiju. Unaprijeđen je u redovitog profesora 1975. godine. Bio je rektor Sveučilišta u Tokiju tijekom 1989. – 1993. Godine 1993. počeo je predavati na Sveučilištu Hosei. Od 1993. godine radio je kao znanstveni savjetnik u Ministarstvu obrazovanja, a od 1993. do 1998. predsjednik RIKEN-a . Od 2004. godine bio je dopisni član Hrvatske akademije znanosti i umjetnosti.
Bio je gostujući profesor na Sveučilištu Rutgers u New Jerseyju (1967–1968) i profesor na Državnom sveučilištu New York (1971–1973). Godine 1974. s Francescom Iachellom stvorio je interaktivni model bozona.
1998. ušao je u Kokkao kao član Liberalno-demokratske stranke. Bio je ministar obrazovanja do 1999. kada je za premijera bio Keizo Obuchija. Godine 1999. izabran je za ravnatelja Muzeja znanosti. Od 2000. bio je predsjednik Japanske zaklade za znanost .